# Clinopodium coccineum
Clinopodium coccineum — вид квіткових рослин з родини глухокропивових (Lamiaceae).

## Біоморфологічна характеристика
Це вічнозелений чи напіввічнозелений кущик із жилавими стеблами та простими дрібними супротивними листками від обернено-яйцюватої до лопатчатої форми. Квітки сильно двогубі, багряно-червоні з більш темно-червоними плямами. Нижня губа має три чітко виражені частки та по 4 пиляки на квітку. Цей вид варто культивувати, тому що він цвіте цілий рік (але пік цвітіння припадає на літо) і квіти особливо яскраві. Листки з легким ароматом.

## Поширення
Ендемік південного сходу США: Алабама, Флорида, Джорджія, Міссісіпі.
Населяє піщані пагорби та піщані рівнини на прибережній рівнині.

## Галерея

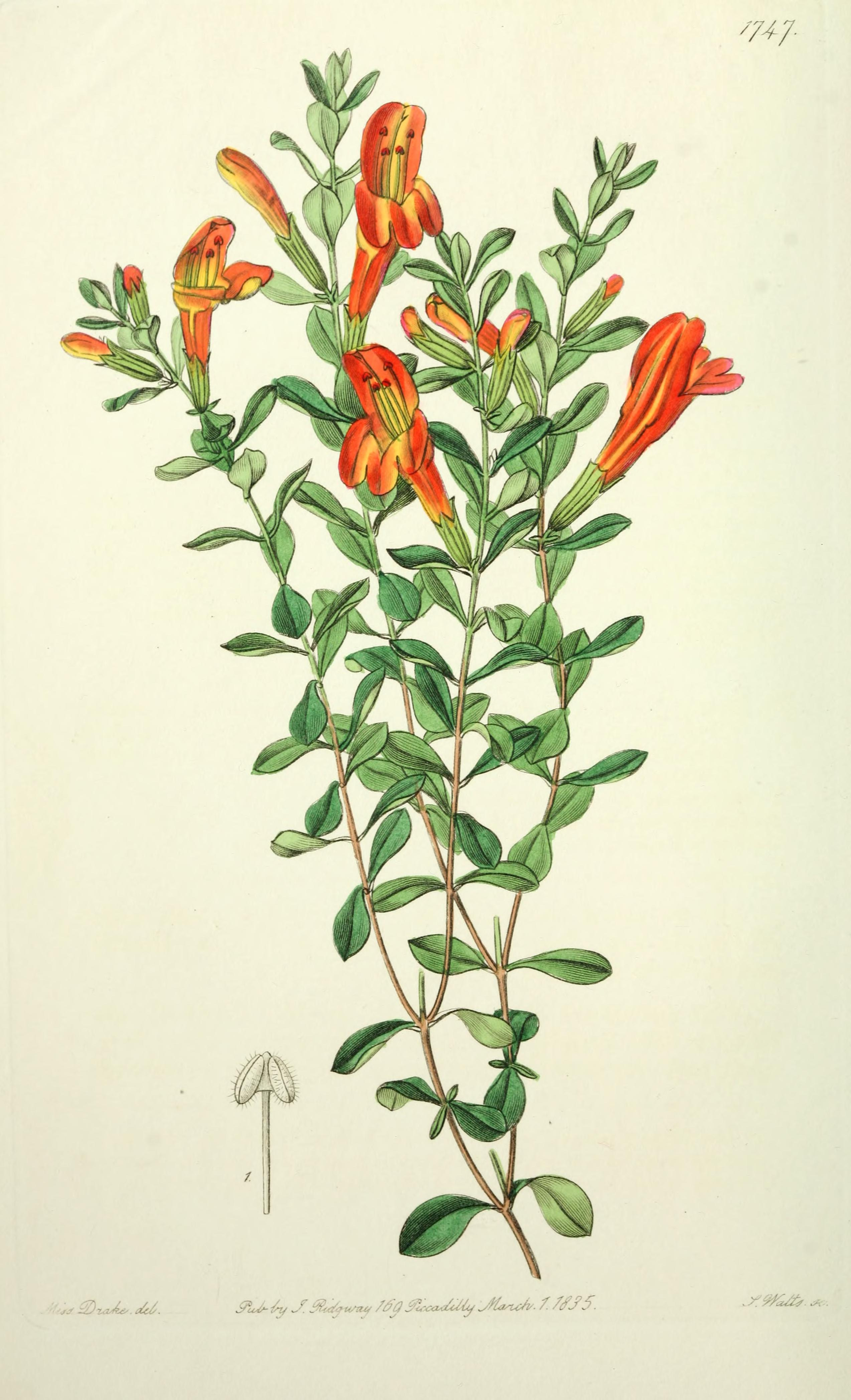